# Ally Gorgan
Edward James, más conocido como Alistair "Ally" Gorman, es un personaje ficticio de la serie de televisión británica Hollyoaks, interpretado por el actor Daniel O'Connor desde el 31 de enero del 2012, hasta el 27 de noviembre del 2012.

## Biografía
En el 2012 Ally comienza a salir con Amy Barnes sin embargo después de descubrir que esta lo había engañado con Mark Savage y que luego le revelara que no lo amaba decide terminar la relación. Inmediatamente comienza a salir con Ashleigh "Ash" Kane. Callum no confía en Ally y lo quiere fuera de la vida de su familia, mientras investiga sobre su pasado Callum descubre que Ally había sido arrestado y condenado por cometer fraude de identidad cuando Callum le revela esto a su hermana, esta lo confronta pero Ally logra engañarla.
Ash termina engañando a Ash con su hermana menor Lacey, pero la pareja es descubierta por Martha la madre de Ash y Lacey, por su hermano Callum Kane y Phoebe Jackson. Luego descubren que Ally no era en realidad él y que su verdadero nombre era Edward James, un ladrón. Y que lo que quería era en realidad protegeer a familias necesitadas como los Kane.